# Línea 64 (S-Trein Charleroi)
La línea 64 de S-Trein Charleroi es una línea que une la estación de Charleroi-Sud, en el centro de Charleroi, provincia de Hainaut, con la de Couvin, en la provincia de Namur.
Es la única línea operada con trenes eléctricos y diésel, dado que el último tramo no está electrificado.

## Historia
Tras la implementación de la red S-Trein Bruselas, SNCB comenzó a trabajar en la extensión del sistema a otras ciudades belgas, entre las cuales se encuentra Charleroi. Por ello, el 3 de septiembre de 2018, se inauguró la red, con 4 líneas iniciales. Entre ellas, se encuentra la línea .

## Correspondencias
- en Charleroi-Sud
- en Charleroi-Sud
- en Charleroi-Sud
- en Charleroi-Sud
- en Charleroi-Sud
- en Charleroi-Sud
- en Charleroi-Sud

## Estaciones
|  |   |  | Estación       | Municipio              | Correspondencia                                                           |  |
|  | - |  | -------------- | ---------------------- | ------------------------------------------------------------------------- |  |
|  | ■ |  | Charleroi-Sud  | Charleroi              | 1 3 13 14 18 19 20 21 25 35 43 52 68 70 71 83 85 86 109 138 170 173 451 A |  |
|  | ■ |  | Jamioulx       | Ham-sur-Heure-Nalinnes |                                                                           |  |
|  | ■ |  | Beignée        | Ham-sur-Heure-Nalinnes |                                                                           |  |
|  | ■ |  | Ham-sur-Heure  | Ham-sur-Heure-Nalinnes | 192                                                                       |  |
|  | ■ |  | Cour-sur-Heure | Ham-sur-Heure-Nalinnes | 192                                                                       |  |
|  | ■ |  | Berzée         | Walcourt               | 99 111                                                                    |  |
|  | ■ |  | Pry            | Walcourt               |                                                                           |  |
|  | ■ |  | Walcourt       | Walcourt               | 111 132 136                                                               |  |
|  | ■ |  | Yves-Gomezée   | Walcourt               | 136                                                                       |  |
|  | ■ |  | Philippeville  | Philippeville          | 108 132 136 451                                                           |  |
|  | ■ |  | Mariembourg    | Couvin                 | 156                                                                       |  |
|  | ■ |  | Couvin         | Couvin                 | 56                                                                        |  |

## Explotación de la línea

### Frecuencias
| Estaciones | Lunes a viernes | Lunes a viernes | Lunes a viernes | Sábados, domingos y festivos |
| Estaciones | 6h - 14h        | 15h - 19h       | 20h - 22h       | Sábados, domingos y festivos |
| ---------- | --------------- | --------------- | --------------- | ---------------------------- |
| Charleroi  | 60 min          | 30 min          | 60 min          | 120 min                      |
| Wavre      | 60 min          | 30 min          | 60 min          | 120 min                      |
| 60 min     | 60 min          |                 | 60 min          | 120 min                      |
| Couvin     | 60 min          |                 | 60 min          | 120 min                      |

Los servicios semi-directos, sin parada en Jamioulx, Beignée, Cour-sur-Heure y Pry, están indicados en cursiva.

### Horarios
| Estaciones    | Tiempo | Tiempo        | Tiempo |
| ------------- | ------ | ------------- | ------ |
| Charleroi     | 0:16   | 0:29          | 1:02   |
| Ham-sur-Heure | 0:16   | 0:29          | 1:02   |
| 0:13          |        | 0:29          | 1:02   |
| Walcourt      |        | 0:29          | 1:02   |
| 0:14          | 0:33   |               | 1:02   |
| 0:14          | 0:33   | Philippeville | 1:02   |
| 0:19          | 0:33   |               | 1:02   |
| Couvin        | 0:33   |               | 1:02   |

## Futuro
Por el momento no se prevén modificaciones en el servicio a futuro.